# Ludwik Peszkowski
Ludwik Peszkowski herbu Jastrzębiec (ur. 11 września 1844, zm. 13 stycznia 1931 w Krakowie) – polski nauczyciel.

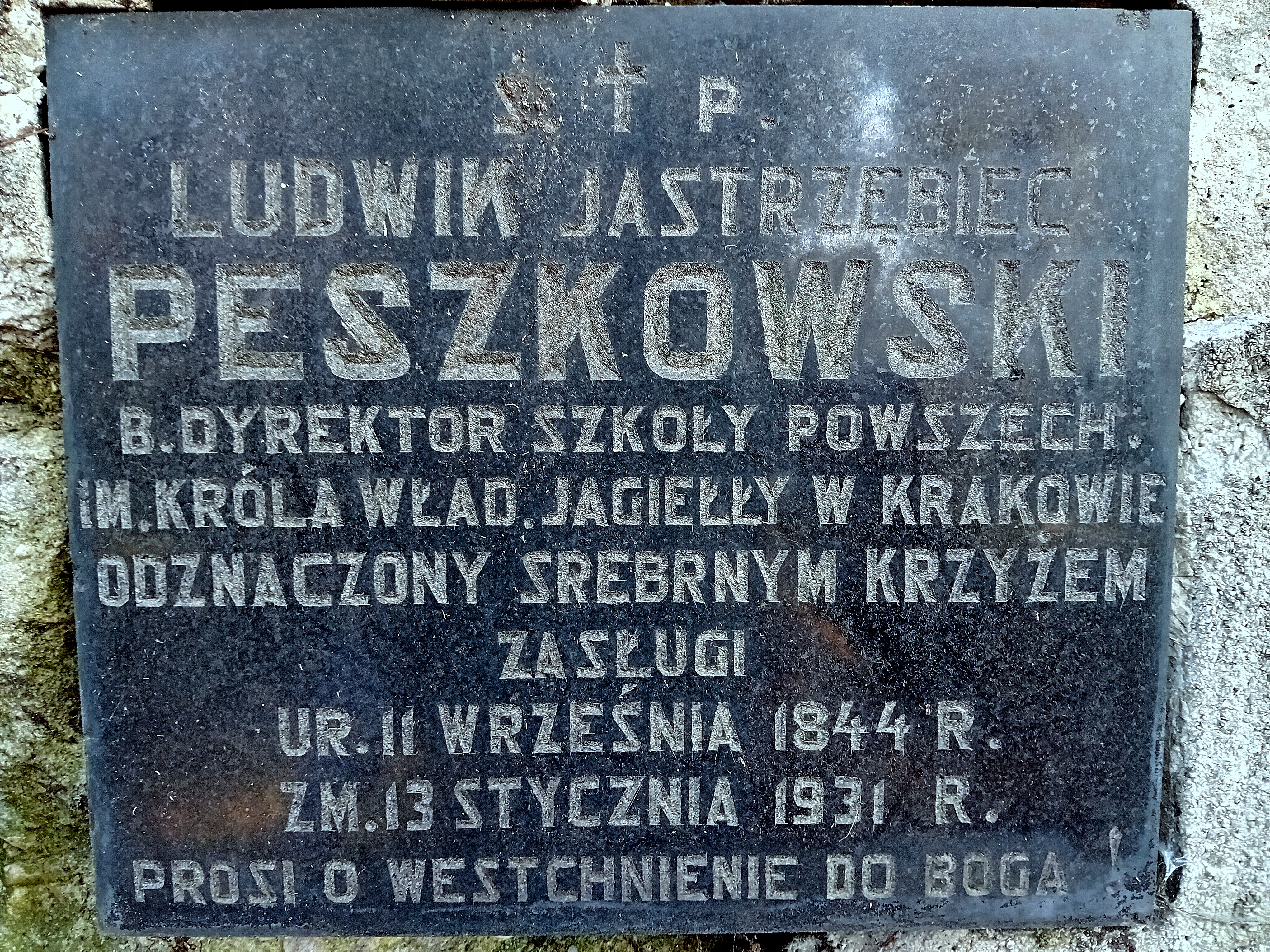
Tablica nagrobna Ludwika Peszkowskiego

## Życiorys
Urodził się 11 września 1844. Pochodził z rodu Peszkowskich herbu Jastrzębiec. Był stryjem Zygmunta Peszkowskiego, ojca Zdzisława.
Przez wiele lat był kierownikiem czteroklasowej szkoły pospolitej (nr XXI) im. Władysława Jagiełły w Krakowie, mieszczącej się w okolicy Placu św. Ducha w Krakowie. Z własnych środku dokonywał wyposażenia tej placówki. Przekazywał też zbiory naukowe. Kierowana przez niego szkoła wyszła na czoło krakowskich szkół w zakresie poziomu naukowego i pod względem wykorzystywanych metod nauczania. Przed 1914 został członkiem komisji egzaminacyjnej dla nauczyciele szkół ludowych w Krakowie. Jako nauczyciel pomocniczy wykładał też kaligrafię w Wyższej Szkole Handlowej (od 1908 Akademia Handlowa). Po odzyskaniu niepodległości przez Polskę nadal był dyrektorem szkoły powszechnej im. Władysława Jagiełły w Krakowie. 11 października 1924 odbyła się uroczytość pożegnania Ludwika Peszkowskiego, przeniesionego w stan spoczynku po około 50 latach służby.
Był otoczony powszechnym szacunkiem w Krakowie. Otrzymał wiele odznaczeń. Zamieszkiwał przy ulicy św. Krzyża 40 (w lipcu 1914 jego mieszkanie  zostało okradzione z rzeczy znacznej wartości). 13 lipca 1929 został odznaczony Srebrnym Krzyżem Zasługi „za zasługi na polu pracy oświatowej i społecznej”.
Zmarł w nocy z 13 na 14 stycznia 1931 w Krakowie. Został pochowany 16 stycznia 1931 na cmentarzu Rakowickim w Krakowie (PAS 64-zach-katakumba Trembeckich).